# Campionati europei di atletica leggera 2016 - Getto del peso maschile
Il concorso del getto del peso maschile ai Campionati europei di atletica leggera 2016 si è svolto tra il 9 e il 10 luglio 2016.

## Record
Prima di questa competizione, il record del mondo (RM), il record europeo (EU) ed il record dei campionati (RC) sono i seguenti:
| Record                | Prestazione | Atleta                     | Data                                           | Competizione            |
| --------------------- | ----------- | -------------------------- | ---------------------------------------------- | ----------------------- |
| Record mondiale       | 23,13 m     | Randy Barnes Stati Uniti   | 20 maggio 1990 Westwood, Stati Uniti d'America |                         |
| Record europeo        | 23,06 m     | Ulf Timmerman Germania Est | 22 maggio 1988 Chania, Grecia                  |                         |
| Record dei campionati | 22,22 m     | Werner Günthör Svizzera    | 28 agosto 1986 Stoccarda, Germania Ovest       | Campionati europei 1986 |

## Programma
| Data           | Ora   | Turno          |
| -------------- | ----- | -------------- |
| 9 luglio 2016  | 13:95 | Qualificazioni |
| 10 luglio 2016 | 17:30 | Finale         |

## Risultati

### Qualificazioni
Si qualificano alla finale gli atleti che lanciano 17,30 m (Q) o le dodici migliori misure (q).
| Pos | Gruppo | Atleta                | Nazionalità          | 1ª prova | 2ª prova | 3ª prova | Risultato | Note  |
| --- | ------ | --------------------- | -------------------- | -------- | -------- | -------- | --------- | ----- |
| 1   | A      | David Storl           | Germania             | 20.84    |          |          | 20.84     | Q     |
| 2   | A      | Konrad Bukowiecki     | Polonia              | 19.80    | 20.65    |          | 20.65     | Q     |
| 3   | B      | Michał Haratyk        | Polonia              | 19.27    | 19.54    | 20.45    | 20.45     | Q     |
| 4   | B      | Tsanko Arnaudov       | Portogallo           | 20.06    | 20.42    |          | 20.42     | Q, SB |
| 5   | B      | Tobias Dahm           | Germania             | 20.42    |          |          | 20.42     | Q, PB |
| 6   | B      | Stipe Žunić           | Croazia              | 19.71    | 19.67    | 20.24    | 20.24     | q     |
| 7   | B      | Carlos Tobalina       | Spagna               | 20.16    | 19.68    | –        | 20.16     | q, SB |
| 8   | B      | Asmir Kolašinac       | Serbia               | 20.12    | 20.14    | x        | 20.14     | q     |
| 9   | A      | Borja Vivas           | Spagna               | 20.10    | 19.88    | 20.12    | 20.12     | q     |
| 10  | A      | Nikolaos Skarvelis    | Grecia               | 19.80    | 19.96    | 20.11    | 20.11     | q     |
| 11  | A      | Andrei Toader         | Romania              | x        | 19.51    | 20.00    | 20.00     | q     |
| 12  | B      | Mesud Pezer           | Bosnia ed Erzegovina | 19.15    | 19.72    | 19.67    | 19.72     | q     |
| 13  | A      | Hamza Alić            | Bosnia ed Erzegovina | x        | x        | 19.61    | 19.61     |       |
| 14  | A      | Ladislav Prášil       | Rep. Ceca            | 18.93    | 19.22    | 19.56    | 19.56     |       |
| 15  | A      | Nedžad Mulabegović    | Croazia              | 19.11    | 19.38    | 19.55    | 19.55     |       |
| 16  | B      | Andrei Gag            | Romania              | 19.49    | 19.38    | x        | 19.49     |       |
| 17  | A      | Bob Bertemes          | Lussemburgo          | x        | 19.39    | 19.13    | 19.39     |       |
| 18  | A      | Aliaksei Nichypor     | Bielorussia          | 18.06    | 19.34    | x        | 19.34     |       |
| 19  | B      | Mikhail Abramchuk     | Bielorussia          | 18.02    | 19.06    | x        | 19.06     |       |
| 20  | B      | Arttu Kangas          | Finlandia            | x        | 18.66    | 18.91    | 18.91     |       |
| 21  | B      | Kristo Galeta         | Estonia              | 18.76    | 18.50    | 18.23    | 18.76     |       |
| 22  | B      | Filip Mihaljević      | Croazia              | 18.72    | x        | 18.53    | 18.72     |       |
| 23  | A      | Leif Arrhenius        | Svezia               | 18.64    | x        | x        | 18.64     |       |
| 23  | A      | Marco Fortes          | Portogallo           | x        | 18.64    | x        | 18.64     |       |
| 25  | B      | Sebastiano Bianchetti | Italia               | 18.38    | 18.56    | x        | 18.56     |       |
| 26  | B      | Ivan Emilianov        | Moldavia             | 18.38    | 17.99    | 18.09    | 18.38     |       |
| 27  | B      | Martin Stašek         | Rep. Ceca            | x        | 18.32    | x        | 18.32     |       |
| -   | A      | Georgi Ivanov         | Bulgaria             | x        | x        | x        | NM        |       |
| -   | A      | Kemal Mešić           | Bosnia ed Erzegovina | x        | x        | x        | NM        |       |

### Finale
| Pos | Atleta             | Nazionalità          | 1ª prova | 2ª prova | 3ª prova | 4ª prova | 5ª prova | 6ª prova | Risultato | Note |
| --- | ------------------ | -------------------- | -------- | -------- | -------- | -------- | -------- | -------- | --------- | ---- |
| 1   | David Storl        | Germania             | x        | 21.03    | 20.84    | x        | 21.31    | x        | 21.31     | EL   |
| 2   | Michał Haratyk     | Polonia              | 20.77    | 19.92    | 20.22    | 21.19    | x        | 20.53    | 21.19     |      |
| 3   | Tsanko Arnaudov    | Portogallo           | 20.59    | x        | x        | 19.28    | 19.87    | x        | 20.59     | SB   |
| 4   | Konrad Bukowiecki  | Polonia              | 20.52    | 20.58    | 20.55    | 20.48    | 19.81    | x        | 20.58     |      |
| 5   | Asmir Kolašinac    | Serbia               | 20.01    | 20.05    | x        | x        | x        | 20.43    | 20.43     |      |
| 6   | Andrei Toader      | Romania              | 19.90    | 20.18    | x        | 19.52    | 20.18    | 20.26    | 20.26     |      |
| 7   | Tobias Dahm        | Germania             | 20.03    | 20.25    | 19.76    | 19.78    | 20.17    | 20.13    | 20.25     |      |
| 8   | Borja Vivas        | Spagna               | 19.58    | 20.15    | 20.03    | x        | 20.16    | 20.16    | 20.16     |      |
| 9   | Stipe Žunić        | Croazia              | 19.95    | x        | x        |          |          |          | 19.95     |      |
| 10  | Carlos Tobalina    | Spagna               | 19.15    | x        | 19.85    |          |          |          | 19.85     |      |
| 11  | Nikolaos Skarvelis | Grecia               | 19.34    | 19.55    | 19.12    |          |          |          | 19.55     |      |
| 12  | Mesud Pezer        | Bosnia ed Erzegovina | x        | x        | 19.49    |          |          |          | 19.49     |      |